# 侯志奎
侯志奎（1949年1月—），男，汉族，河北廊坊人，中华人民共和国政治人物，曾任中共河北省委副秘书长、办公厅主任，河北省人大常委会副主任。